# 血满草
血满草（学名：Sambucus adnata）是五福花科接骨木属的植物。分布于中国大陆的云南、宁夏、西藏、青海、贵州、甘肃、陕西、四川等地，生长于海拔1,600米至3,600米的地区，多生长于山谷斜坡湿地区、灌丛中、林下、沟边和高山草地，目前尚未由人工引种栽培。